# Kungsportsbron
A ponte Kungsportsbron - literalmente Ponte da Porta Real - é uma ponte do centro histórico da cidade sueca de Gotemburgo que atravessa o canal Vallgraven, ligando a praça Kungsportsplatsen à grande avenida Kungsportsavenyn.
Foi desenhada pelo arquiteto Eugen Thorburn em estilo renascença italiano, construída em granito da Bohuslän, e inaugurada em 1901 pelo rei Óscar II.
Tem 45 m de comprimento e 23 m de largura, e está guarnecida por candelabros da época para iluminação pública por meio de gás.